# Isole Riau
Le Isole Riau (indonesiano: Kepulauan Riau, Kepri o Riau Kepulauan) sono una provincia dell'Indonesia, che comprende l'Arcipelago Riau, le Isole Natuna, le Isole Anambas e le Isole Lingga.

## Storia
Originariamente parte della Provincia di Riau, dal giugno 2004 le Isole Riau formano una provincia autonoma, con capitale Tanjung Pinang. Gli arcipelaghi di Anambas e Natuna, tra la Malaysia e il Borneo, vennero uniti alla nuova provincia.
Per numero di abitanti, le isole principali sono Bintan, Batam e Karimun, mentre le scarsamente abitate Isole Natuna sono la reggenza più estesa.

## Geografia antropica

### Suddivisioni amministrative
La provincia è suddivisa in 5 kabupaten (reggenze):
- Bintan (Bandar Seri Bentan)
- Karimun (Tanjung Balai Karimun)
- Isole Anambas (Tarempa)
- Isole Lingga (Daik)
- Isole Natuna (Ranai)

e 2 kota (municipalità):
- Batam
- Tanjung Pinang